# Jógvan á Lakjuni
Jógvan á Lakjuni (Fuglafjørður, 13 novembre 1952) è un compositore, insegnante e politico faroese.

## Biografia
Dopo la laurea conseguita all'Università delle Isole Fær Øer ha insegnato in una scuola di Føroya Handilsskúli a Kambsdalur.

### Carriera musicale
È musicista attivo sin da quando era giovane. Suona il pianoforte e negli anni '80 ha fatto parte del coro Bros. Ha composto  canti religiosi e tradizionali faroesi, molti dei quali basati su testi del poeta Hans Andrias Djurhuus, e una nuova melodia per il salmo locale Gakk tú tryggur. Insieme a suo figlio Bárður á Lakjuni, ha pubblicato un album nel 2012, Gakk tú tryggur, contenente in tutto 12 canzoni: sette di esse portano la sua firma.

### Carriera politica
Membro del Partito Popolare Faroense, Jógvan á Lakjuni è stato eletto al Løgting, il parlamento faroese, nel 1998. È stato ministro della cultura nel primo gabinetto di Jóannes Eidesgaard. È stato presidente del West Nordic Council dal 2002 al 2003. È diventato presidente e portavoce del parlamento faroese nel 2011, ricoprendo l'incarico fino al 2015. Nel 2019 è stato rieletto presidente del Løgting, posizione nella quale è rimasto fino al dicembre 2022.
Ha svolto i seguenti incarichi:
- 1998–2000 membro della Commissione Cultura
- 1998–2002 membro del Næringskomiteen
- 2000–2002 presidente della Commissione Cultura
- 2002–2004 membro della Commissione Affari Esteri
- 2008–2012 vicepresidente della Commissione Cultura

## Vita privata
Ha cinque figli.